# 후세정
후세정(일본어: 布施町)은 일본 오사카부 나카카와치군에 있던 정이다. 현재의 히가시오사카시의 북서부, 긴테쓰 오사카선 후세역·슌토쿠미치역의 주변에 해당한다. 본 항에서는 정제 앞의 명칭인 후세촌에 대해서도 기술한다.

## 역사
- 1889년 4월 1일 - 정촌제 시행에 의해 와카에군 후세촌이 성립하였다.
- 1896년 4월 1일 - 군 통합에 의해 나카카와치군이 성립하였다.
- 1925년 4월 1일 - 정으로 승격해 후세정이 되었다.
- 1933년 4월 1일 - 다카이치촌과 합병해 새로운 후세정이 성립하였다.
- 1937년 4월 1일 - 나가세촌, 구즈네정, 성립하여, 동일 다카이다촌은 폐지되었다.

## 교통

### 철도
- 오사카 전기철도
  - 사쿠라이선 (현 오사카선)
  - 오사카선

현재는 구 정역에 오사카히가시선의 다카이다추오역·JR 가와치에이와역·JR 슌토쿠미치역 오사카 메트로 주오선의 다카이다역이 소재하지만, 당시는 미개업.

### 도로
현재는 구촌역을 한신고속 13호 히가시오사카선이 통과하지만, 당시는 미개통

## 참고문헌
- 角川日本地名大辞典 30 和歌山県